# Kloster Raitenhaslach

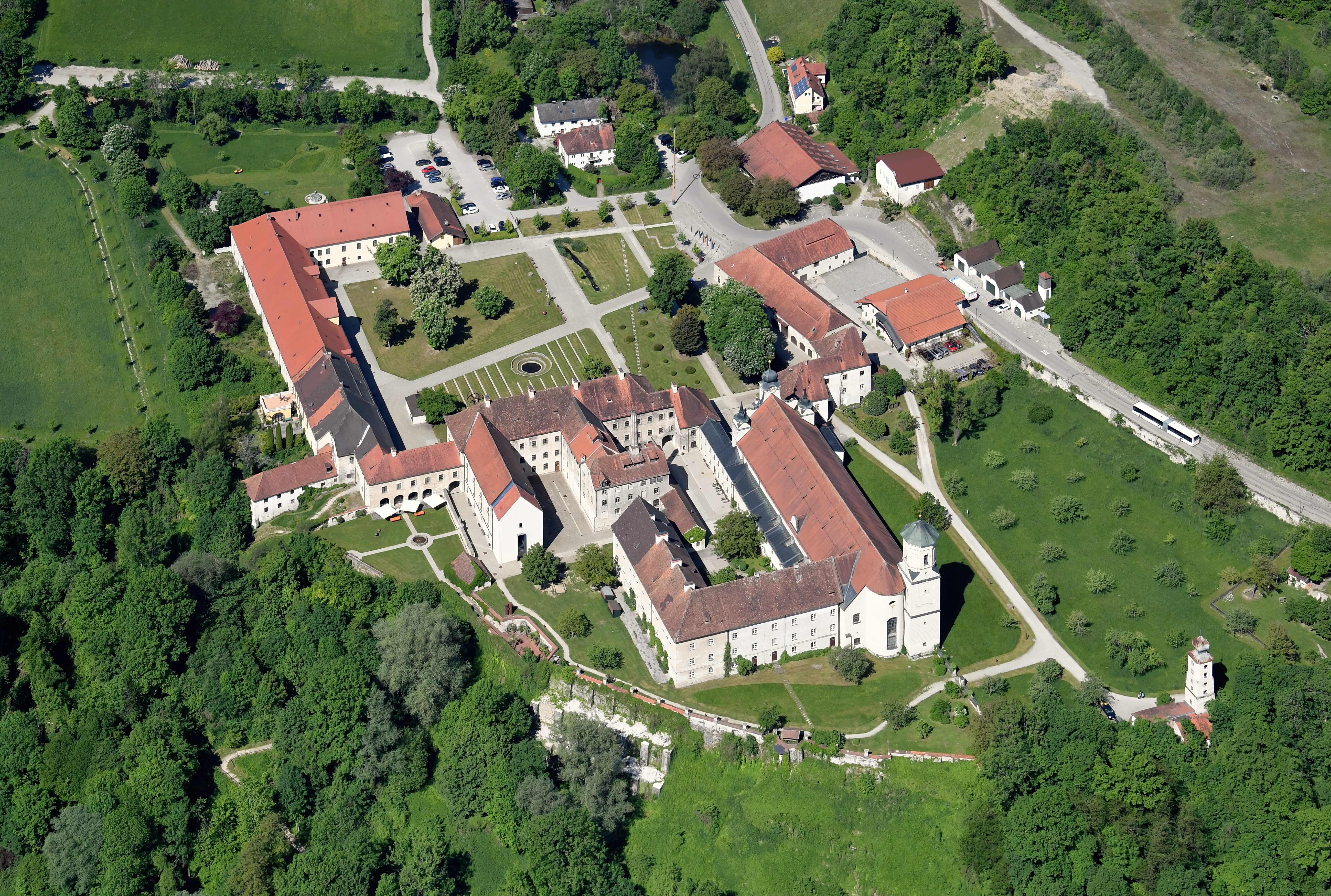
Kloster Raitenhaslach aus der Vogelperspektive

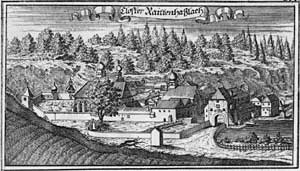
Stich des Klosters aus dem „Churbaierischen Atlas“ des Anton Wilhelm Ertl 1687

Das Kloster Raitenhaslach (lat. Monasterium Raitenhaselacum u. ä.) ist eine ehemalige Abtei der Zisterzienser in der Pfarrei Raitenhaslach, Dekanat Burghausen im Bistum Passau. Mit der Kirche zum hl. Georg liegt es im gleichnamigen Pfarrdorf der Stadt Burghausen, Oberbayern. Nach dem Abbruch großer Gebäudeteile im Zuge der Säkularisation 1803 umfasst die denkmalgeschützte Klosteranlage heute weniger als die Hälfte des ehemaligen Gebäudebestandes. In der Anlage befindet sich heute u. a. ein Akademiezentrum der Technischen Universität München (TUM).

## Geschichte
Das Areal für das Kloster Raitenhaslach wurde 1143 durch Graf Wolfker de Tegerwac (Wolfker von Wasentegernbach) und seiner Frau Hemma gestiftet. Vom ursprünglichen Gründungsort Schützing an der Alz wurde das Kloster schon 1146 nach Raitenhaslach verlegt, das bereits 788 in der Notitia Arnonis als Besitz des Bistums Salzburg zum ersten Mal urkundlich erwähnt worden war. Grund für den Umzug nach Raitenhaslach soll in erster Linie die strategische Klosterpolitik des Bischofs Konrad I. von Salzburg gewesen sein. Die ersten Mönche sowie der die ersten 30 Jahre an der Spitze des jungen Klosters stehende Abt Gero stammten aus der Reichsabtei Salem, und Salemer Äbte besuchten das neue Kloster regelmäßig. Es handelt sich bei Raitenhaslach daher wahrscheinlich um die erste Filiation des Klosters Salem, sieht man einmal von dem nur drei Jahre dauernden „Zwischenspiel“ in Schützing ab.
Für die spezifische Bewirtschaftung durch die Zisterzienser, unter anderem in Form einer ausgeprägten Teichwirtschaft und verschiedener landwirtschaftlicher Spezialkulturen, war die wasserreiche Lage in Raitenhaslach ideal. Die Zisterzienser ernährten sich fleischfrei als Pescetarier, so waren ausreichend Wasserzufuhr und die Möglichkeit zu ausgeprägter Fischzucht essentiell wichtig. Noch heute sind im Umkreis des ehemaligen Klosters eine Reihe der damals angelegten Fischteiche erhalten. Neben der Bewirtschaftung der unmittelbaren Umgebung wuchs der Grund- und Güterbesitz durch Schenkungen und Aufkäufe schnell an. Das Kloster besaß eine ganze Reihe von abgabenpflichtigen Dörfern im weiten Umkreis, daneben unter anderem ein Weingut im heutigen Niederösterreich und einen großen Teil des heute in Oberösterreich liegenden Weilhartforstes auf der anderen Seite der Salzach. Außerdem waren einige Kirchen bei Altötting und die Pfarreien Burghausen, Halsbach, Niederbergkirchen, Hadersdorf am Kamp und Ostermiething dem Kloster eingegliedert.
Mit dem Erstarken der Wittelsbacher Herzöge, die in der nahen Burg zu Burghausen residierten, wurde der Salzburger Einfluss etwa ab Mitte des 13. Jahrhunderts langsam, aber stetig zurückgedrängt. Die Wittelsbacher begannen aus Machtkalkül die Rolle als Förderer und Pfleger des Klosters zu übernehmen. Das Kloster lag im Grenzbereich zwischen ihrem Territorium und dem Fürsterzbistum Salzburg, noch heute heißt der südlich angrenzende Gemeindeteil Burghausens Hadermark, etymologisch eine Zusammensetzung aus Hader und Mark. 1258 erhielt das Kloster die Rechte einer Hofmark, und wurde so immer enger an die Wittelsbacher Herrschaft gebunden. Im 15. Jahrhundert diente die Klosterkirche St. Georg auch als Begräbnisstätte für die herzogliche Familie aus Burghausen, und Ende des 15. und Anfang des 16. Jahrhunderts war es besonders Ludwig „der Reiche“, der das Kloster im Kampf gegen reformatorische Bewegungen unterstützte.
Im Laufe der Jahrhunderte wurde das Kloster mehrmals um- und ausgebaut. Besonders rege war die Bautätigkeit in der ersten Hälfte des 18. Jahrhunderts, als auch die Klosterkirche zum 600-jährigen Ordensjubiläum ihre heutige Form erhielt und von einer romanischen Pfeilerbasilika in eine barocke Wandpfeilerkirche umgebaut wurde. Die Fassade wurde in den Jahren 1751/1752 von dem Trostberger Baumeister Franz Alois Mayr vorgeblendet. Die „Idealform“ eines Zisterzienserklosters blieb trotz vieler Aus- und Umbauten bis zu Beginn des 19. Jahrhunderts erhalten.
1803 wurde das Kloster im Zuge der Säkularisation aufgelöst. Da die Gebäude für eine private Nutzung völlig überdimensioniert waren, stellten sich aber beim Verkauf durch die Beamten von Minister Montgelas die auch von anderen Klöstern bekannten Schwierigkeiten ein. Nachdem nach längerer Suche und mehreren Preisnachlässen nur die lukrativen Teile des Klosters wie etwa die Brauerei zu veräußern waren, wurde der Großteil der Gebäude abgerissen: Der noch relativ neue Bibliotheksbau von 1785, das Refektorium und der sogenannte Mathematische Turm verschwanden. Die übrigen Klostergebäude samt dem größten Teil des immensen Inventars wurden an die Meistbietenden verkauft. Der nicht nur aus heutiger Sicht überaus wertvolle Buchbestand wurde bis auf wenige Ausnahmen zum Kilopreis an Altpapierhändler veräußert, Mobiliar und Kunstgegenstände an wohlhabende Bürger und den Adel, landwirtschaftliches Gerät an Bauern aus der Umgebung. Die Klosterkirche wurde 1806 zur Pfarrkirche. Die restlichen Klostergebäude dienten seither als Pfarrhof, Schule, Brauerei, Gaststätte und als private Wohnungen.
Im Zweiten Weltkrieg spielte das Kloster Raitenhaslach ab 1943 eine zentrale Rolle als Auslagerungsort für NS-Raubkunst, vor allem für wertvolle Musikalien. Zunächst wurden im sogenannten Prälatenstock lediglich Gemälde aus den Münchner Pinakotheken untergebracht, ab Mai dann vor allem Objekte mit musikalischem Bezug, die vom Sonderstab Musik aus „herrenlosem“ jüdischem Besitz beschlagnahmt worden waren, überwiegend in Frankreich. Darunter befanden sich Bücher, Partituren, Grammophonplatten und vor allem Musikinstrumente. Bei Kriegsende brachten die Monuments Men der US Army die geraubten Objekte zunächst nach München, von wo aus sie im April 1949 nach Paris restituiert wurden. Im Bundesarchiv Koblenz befinden sich heute noch 162 Karteikarten, auf denen die in Raitenhaslach sichergestellten Kulturgüter aufgelistet sind.
Im Jahr 1978 wurden Teile des Raitenhaslacher Gemeindegebiets, darunter das ehemalige Kloster, im Rahmen der kommunalen Gebietsreform in das Gebiet der Stadt Burghausen eingegliedert.

## Reihe der Äbte
Quelle:
1. Gero, 1143–1153
2. Adelbert (Albero), 1170, 1180
3. Conrad I., 1183, 1184
4. Otto, 1190
5. Richer, 1195, 1198
6. Conrad II., 1203
7. Berthold, 1207
8. Conrad III., 1211, 1224
9. Dietmar, 1239, 1240
10. Walther, 1242, 1257
11. Heinrich I., 1259, 1261
12. Rudolf, 1262, 1264
13. Conrad IV. Hallerbrucker, 1268–1297
14. Friedrich I., 1297–1302
15. Ulrich I., 1302–1307
16. Gebhard Kalb, 1307–1311
17. Ilsunk, 1311–1329
18. Heinrich II. Oelar, 1329–1338
19. Ulrich II. Stempfer, 1338, 1350
20. Friedrich II. Vischböck, 1351, † 1356
21. Jacob, 1362, † 1364
22. Wilhelm Schrank, 1364 – um 1367
23. Andreas, 1367–1368
24. Seyfried, 1368–1376
25. Johannes I., 1376–1379
26. Johannes II. Stempfer, 1379–1407; erhielt 1387 die Pontifikalien
27. Johann III. Zipfler, 1407–1417
28. Johann IV. Pflug, 1417–1438
29. Leonhard Schellensteiner, 1438–1445
30. Georg I. Schnappinger, 1445–1464
31. Ägid Steiner, 1464–1474
32. Johann V. Holzer, 1474–1483
33. Georg II. Lindtmayr, 1483–1498
34. Johann VI. Guetgeld, 1498–1502
35. Ulrich III. Moltzner, 1502–1506
36. Georg III. Wankhauser, 1506–1526
37. Christoph I. Fürlauf, 1526–1553
38. Sebastian Harbeck, 1553–1569
39. Wolfgang Manhauser, 1569–1590
40. Matthias Stoßperger, 1590–1601
41. Philipp Perzel, 1602–1620
42. Christoph II. Mayrhofer, 1621–1624
43. Daniel Adam von Rembold, 1624–1640
44. Johann VII. Molitor, 1640–1658
45. Johann VIII. Lanzinger, 1658–1670
46. Gerhard Hoeß, 1670–1676
47. Malachias Lachmayr, 1676–1688
48. Candidus Wenzl, 1688–1700
49. Emmanuel I. Scholtz, 1700–1733
50. Chilian Waltenberger, 1733–1734
51. Robert Pendtner, 1734–1756
52. Abundus Tschan, 1756–1759
53. Emmanuel II. Mayr, 1759–1780
54. Theobald Weißenbach, 1780–1792
55. Emmanuel III. Rund, 1792–1801
56. Ausanius Detterle, 1801–1803, † 1829[3]

## Gegenwart

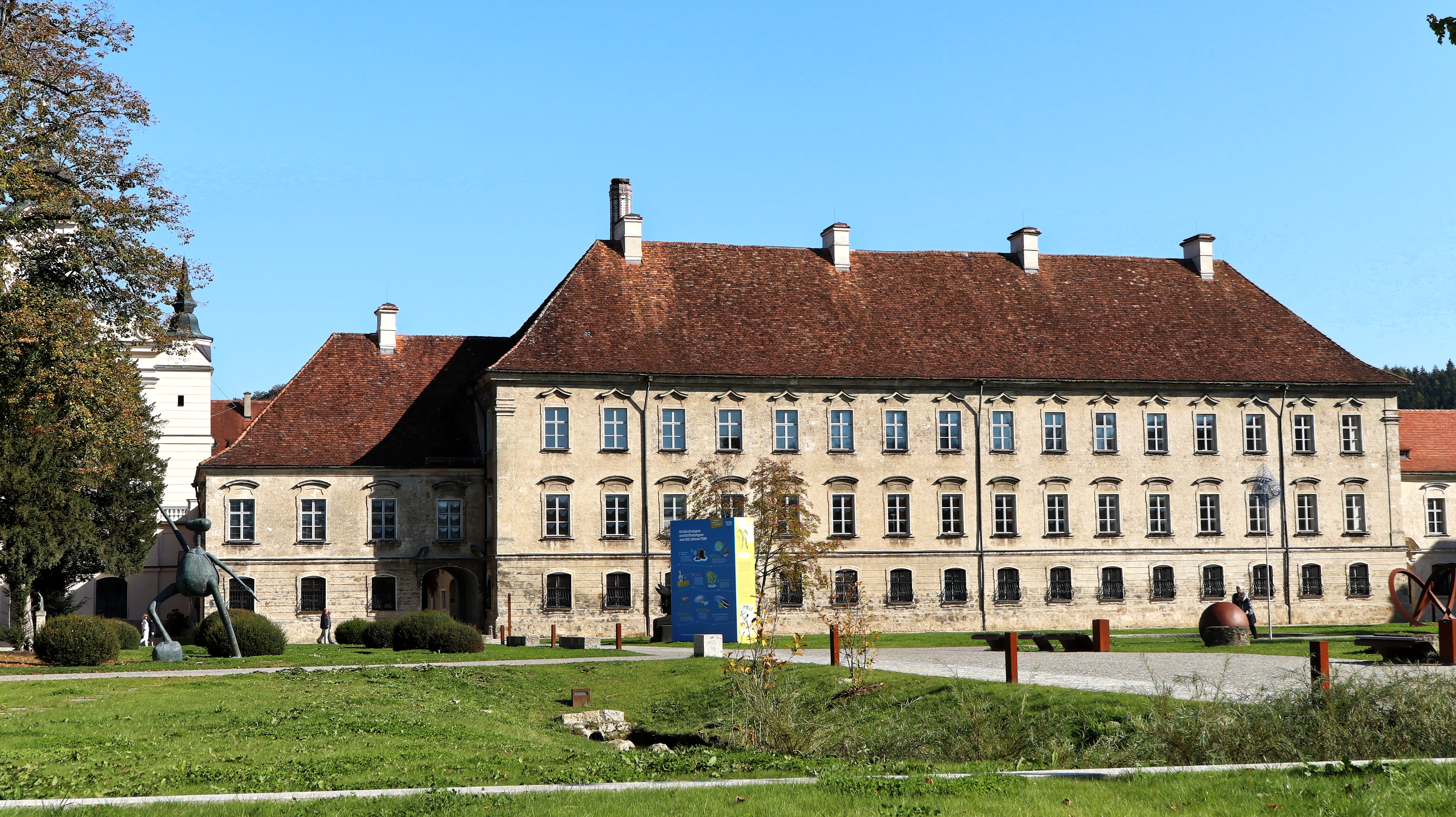
TUM-Akademiezentrum im Prälatenstock

Im Jahre 2003 ersteigerte die Stadt Burghausen, die schon viele Jahre darauf spekuliert hatte, die denkmalgeschützten ehemaligen Klostergebäude. Der Braubetrieb, urkundlich erwähnt seit 1313, wurde endgültig eingestellt – der Brauprozess selbst fand schon länger nicht mehr in Raitenhaslach statt. 2004 wurde der traditionsreiche Klostergasthof von einem privaten Unternehmer erworben. Zwischen 2010 und 2017 wurde das Ensemble denkmalgerecht saniert. Die Außenanlagen wurden 2019 für den artouro Bayerische TourismusArchitekturPreis nominiert. Heute sind neben der bekannten Klosterkirche, einem Barock-Juwel mit romanischem Kern, auch das sogenannte „Papstzimmer“ und vor allem der „Steinerne Saal“ des ehemaligen Klosters von großem wissenschaftlichem und touristischem Interesse. Da sich die Gebäude nun in öffentlichem Besitz befinden, sind erstmals seit der Privatisierung vor über 200 Jahren Besichtigungen dieser Gebäudeteile möglich. Allerdings gibt es für die Klostergebäude – anders als für die Kirche – keine festen Öffnungszeiten.
Am 4. Juni 2016 eröffnete die Technische Universität München (TUM) im sogenannten Prälatenstock ihr Akademiezentrum TUM Raitenhaslach. Die Stadt Burghausen, als Eigentümerin der Liegenschaft, überlässt der TUM das Gebäude zunächst kostenfrei auf 25 Jahre; die Universität übernimmt den Betrieb. Burghausen ist damit dauerhaft ein Akademiestandort der TUM.

## Abbildungen der Klosterkirche

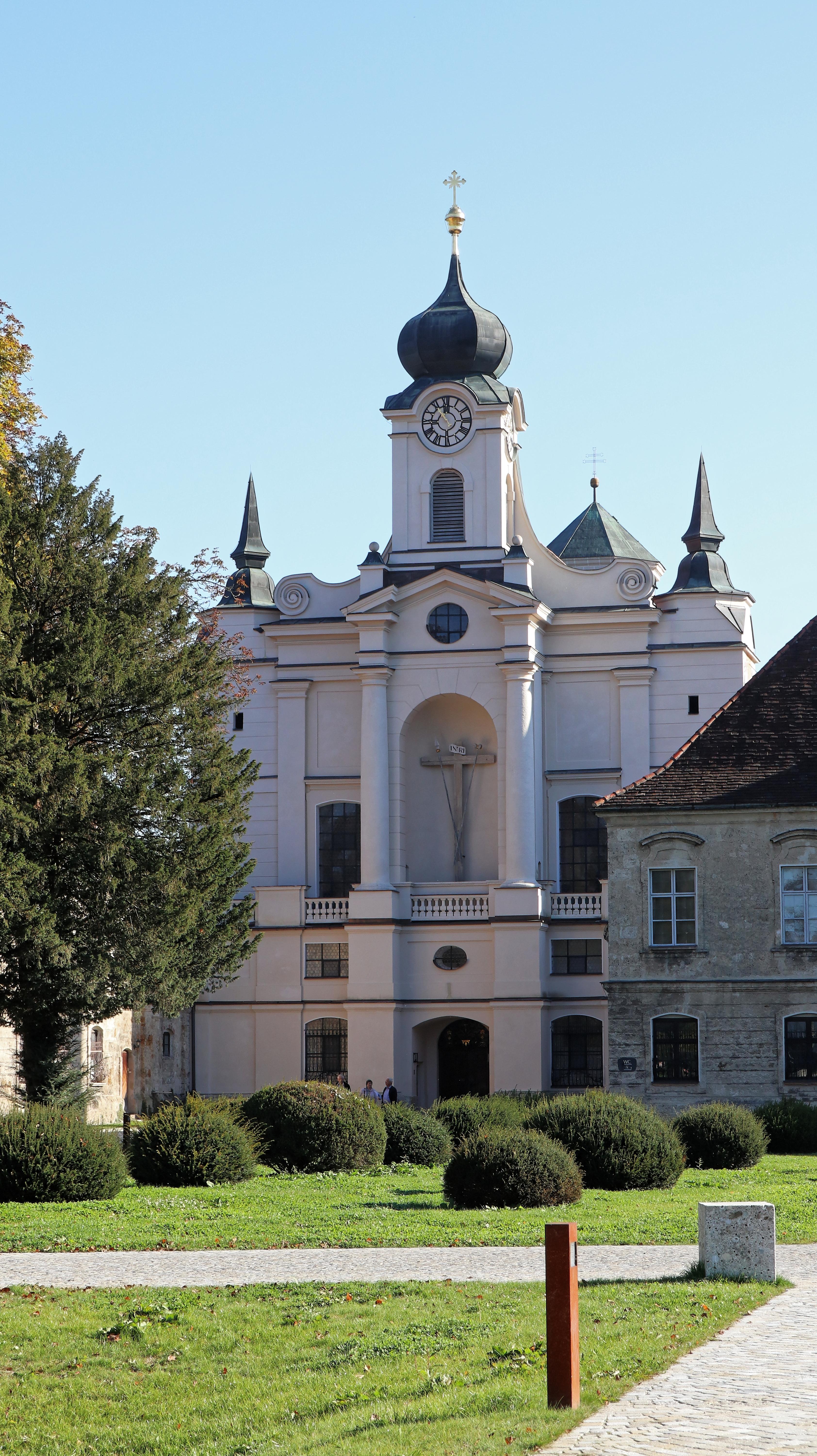
Westfassade
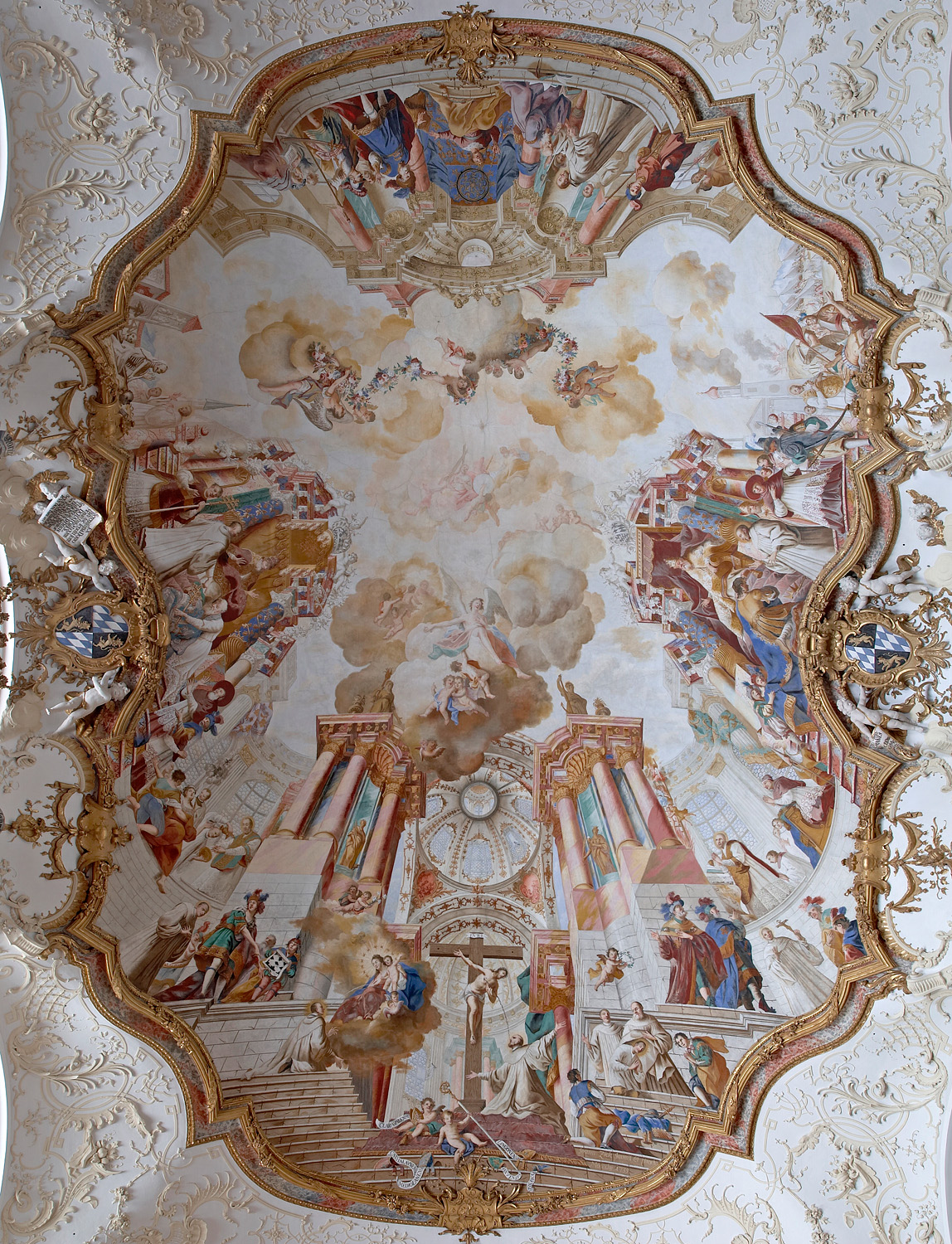
Deckenfresko
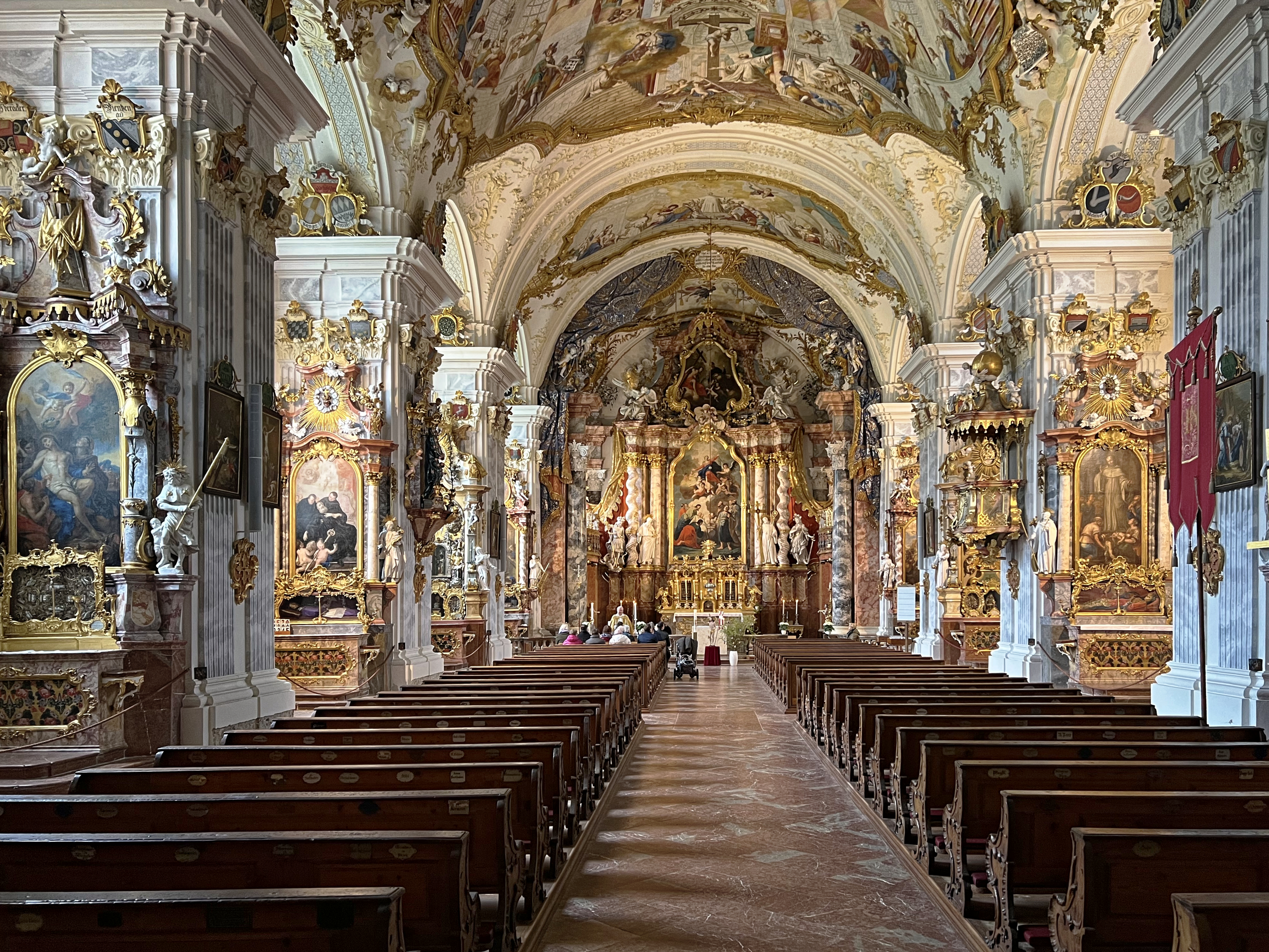
Langhaus und Chor
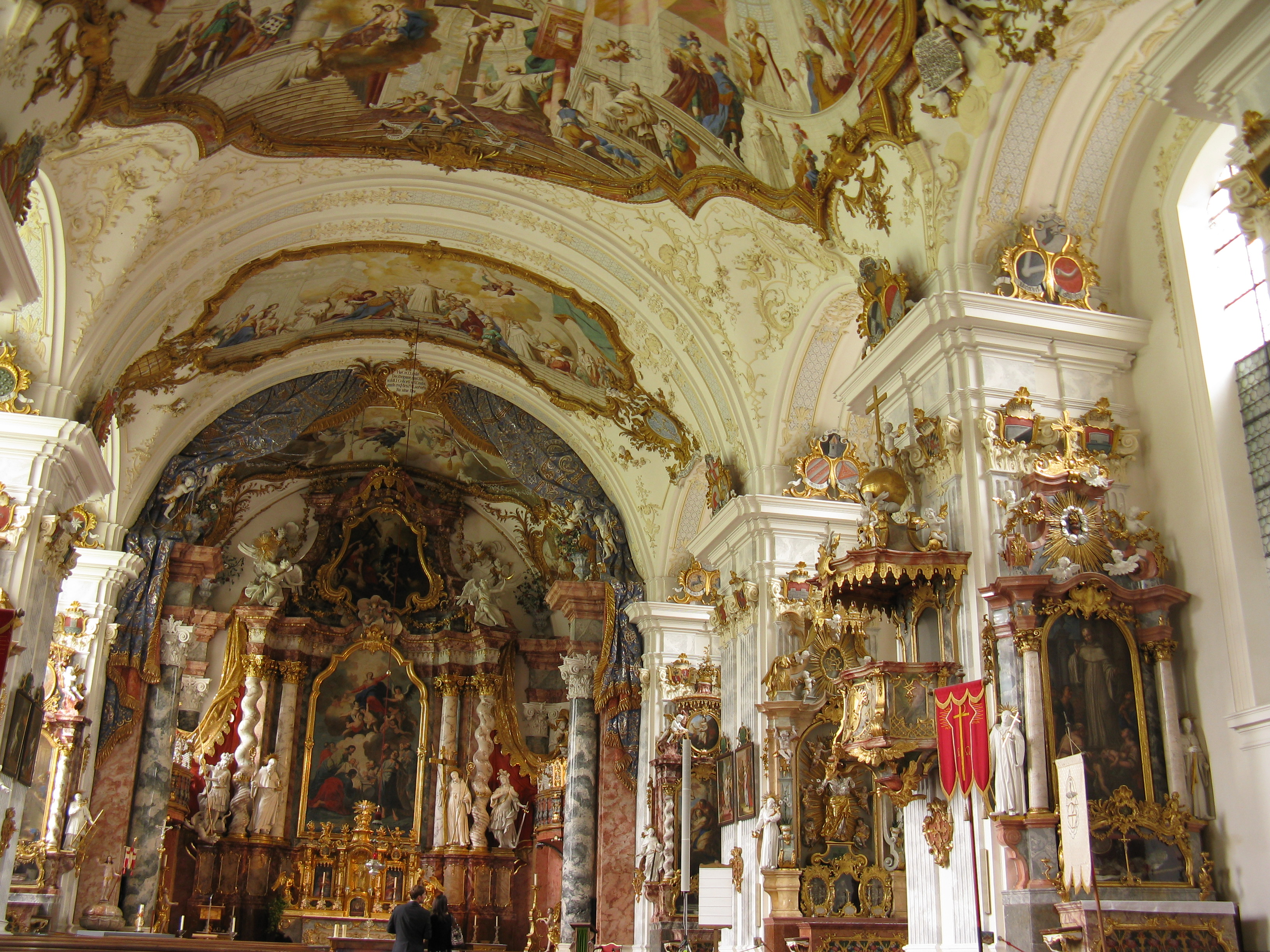
Altäre und Kanzel
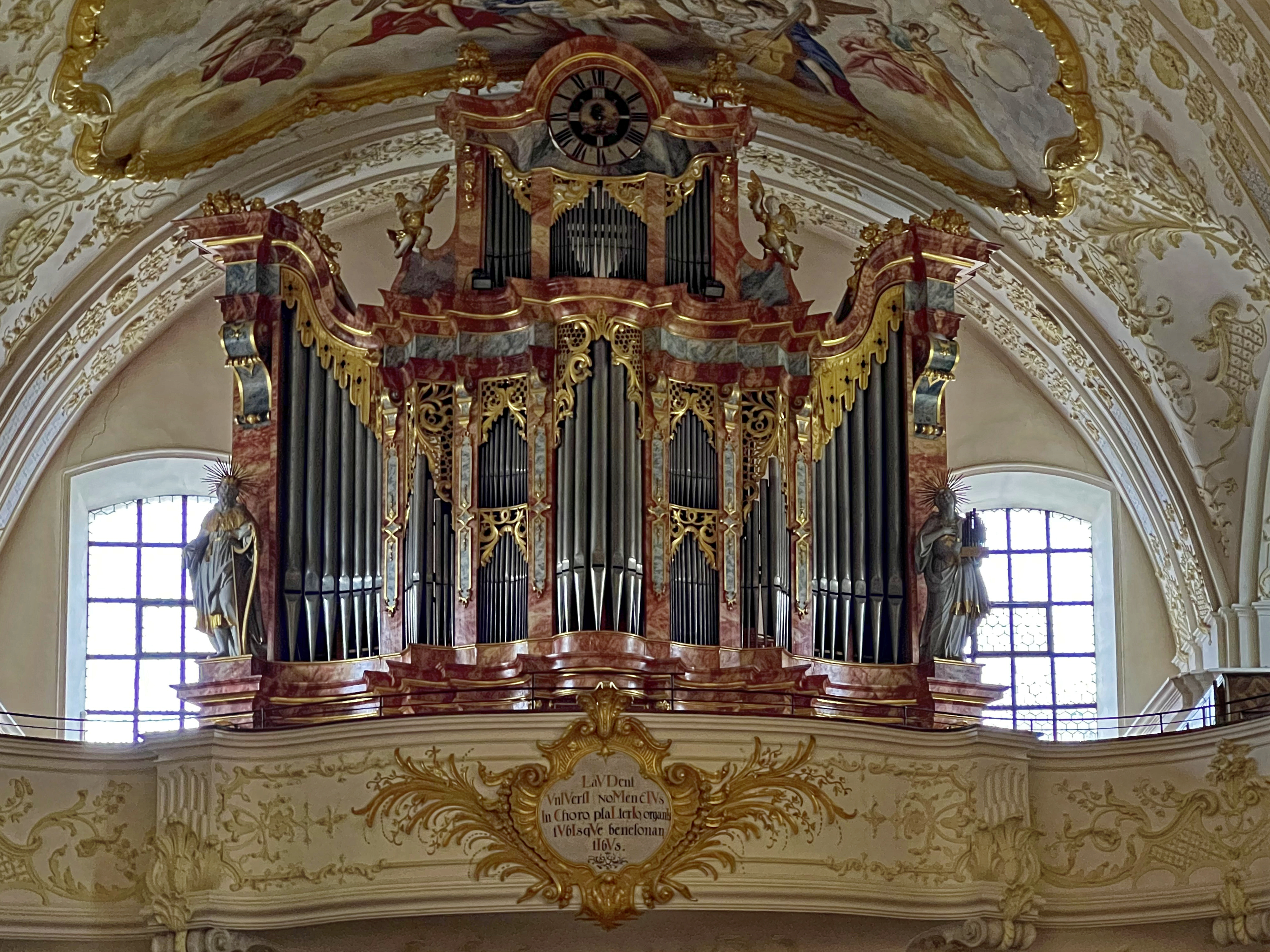
Brandenstein-Orgel